# アルベルト・ソロ
アルベルト・ソロ・アルバレス（Alberto Soro Álvarez  ,  1999年3月9日 - ）は、スペイン・アラゴン州サラゴサ県エヘア・デ・ロス・カバジェロス出身のプロサッカー選手。FCヴィゼラ所属。ポジションはフォワード。

## 来歴
地元のSDエヘアでサッカー選手としてのキャリアをスタートさせ、2009年にレアル・サラゴサのカンテラへ移籍。2017年5月14日、テルセーラ・ディビシオン（4部）所属のサラゴサのリザーブチームでシニアデビュー、後半から出場し、試合は3-0で勝利した。 
2018年8月25日、CFレウス・デポルティウ戦の84分にディオゴ・ベルダスカとの交代で出場、トップチームデビューを果たす。 9月8日のレアル・オビエド戦でプロ初得点を記録した。
2018年10月5日、サラゴサとの契約を2022年まで延長。2018-19シーズンはリーグ戦で29試合に出場し2得点を挙げた。
2019年7月26日、レアル・マドリードへ移籍。2019-20シーズンはレンタル移籍の形でサラゴサに残留した。
2020年9月1日、グラナダCFへの完全移籍が決定し、5年契約を締結したことが発表された。

## タイトル
グラナダ
- セグンダ・ディビシオン : 1回 (2022-23)